# Saint-Clair-sur-Epte
Saint-Clair-sur-Epte è un comune francese di 992 abitanti situato nel dipartimento della Val-d'Oise nella regione dell'Île-de-France.

## Storia
Posto sul fiume Epte, affluente della Senna, è noto per essere il luogo dove si stipulò il Trattato di Saint-Clair-sur-Epte, nel 911.

## Società

### Evoluzione demografica
Abitanti censiti